# Schanzkleid
Das Schanzkleid, auch Schanzkleidung oder Verschanzung, ist eine vollständige oder in Teilen verbaute Fortsetzung der Bordwand oberhalb des Oberdecks eines Schiffes. Es hatte auf Segelkriegsschiffen eine taktische Schutzfunktion im Gefecht mit anderen Schiffen sowie eine Schutzfunktion vor Wellengang und Wind und ist somit auch heute noch auf zivilen und militärischen Schiffen anzutreffen.

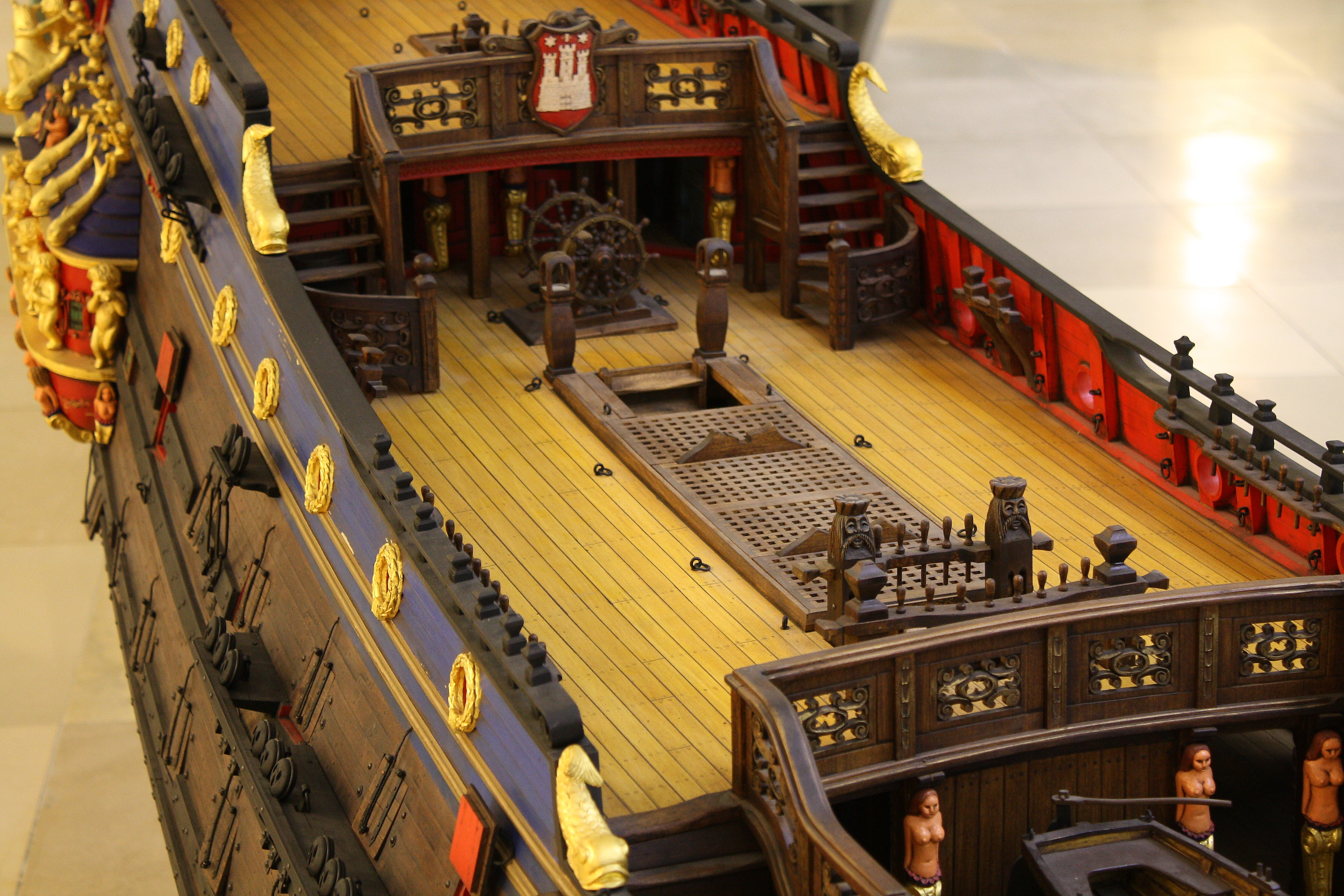
Der wasserseitig blau und bordseitig rot angemalte Bereich dieser Galeone (Schiffsmodell) ist das Schanzkleid

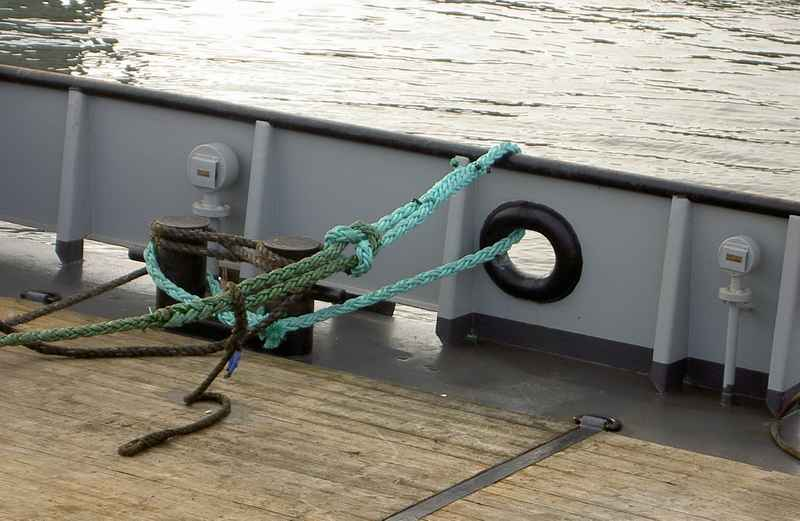
Schanzkleid eines Schleppers

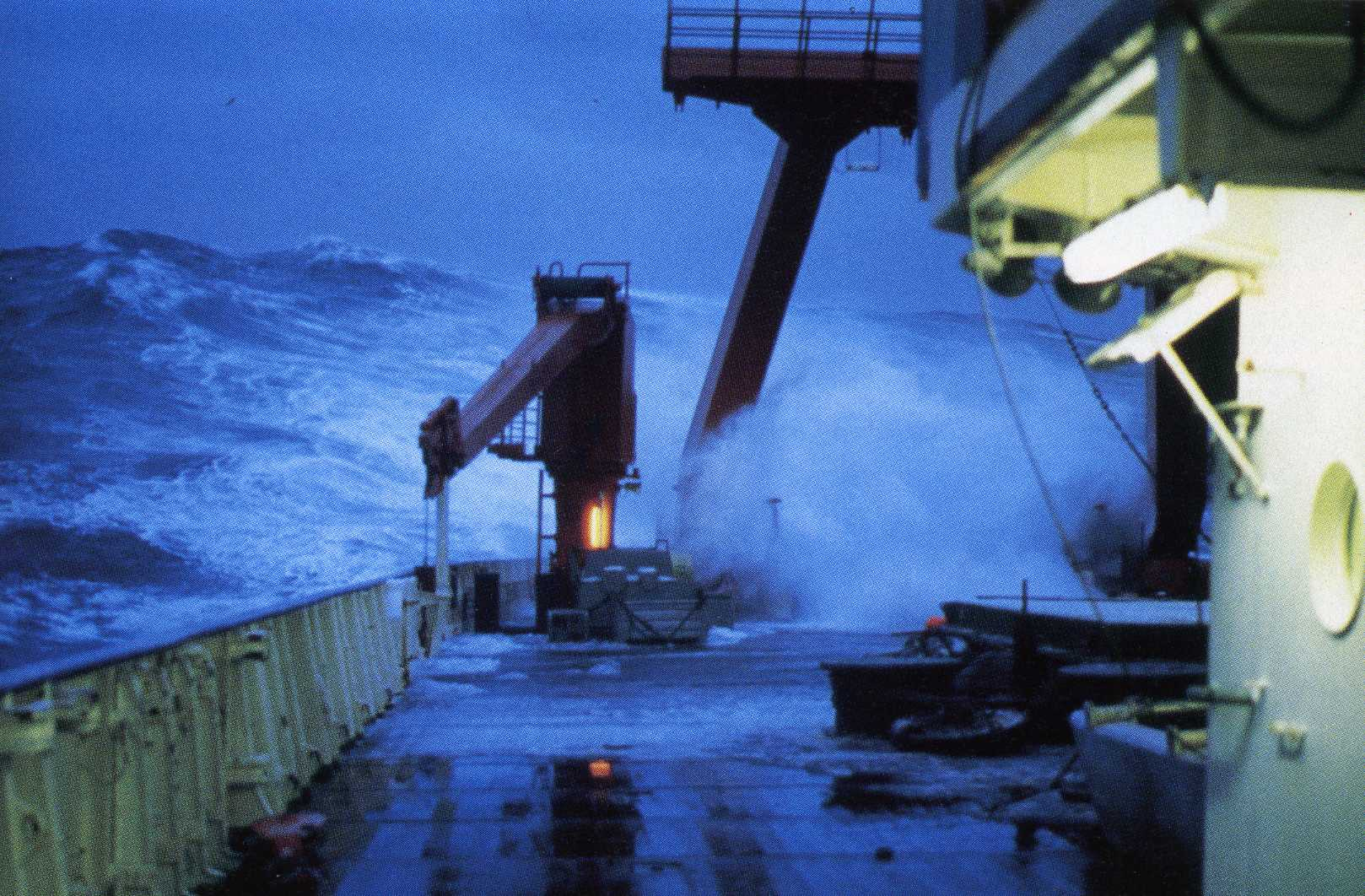
Schanzkleid (linker Bildteil, Innenansicht/Bordsicht) auf einem Zivilschiff beim Eintauchen in eine Welle

## Definition
In Literatur aus dem 18. Jahrhundert wird das Schanzkleid wie folgt definiert:

„Schanzkleid – so heißt ein vermittelst aufgerichteter Hölzer um das Kriegsschiff gezogener Streifen Leinwand. Es dienet zum Theil die kleinen Kugeln abzuhalten, zum Theil auch zum Verbergen dessen, was auf dem Verdeck vorgehet. Die Mastkörbe sind den einigen im Gefecht auch damit umzogen. Die Nationen haben ihre besonderen Farben zu ihren Schanzkleidern. Die Franzosen blau mit gelben Lilien, die Holländer rot, usw.“

Eine weitere Definition des Schanzkleides aus dem 19. Jahrhundert lautet:

„Schanzkleid, eine etwa 4 Fuß breite Bekleidung von farbigem Tuch auf der äußeren Seite der Regelingsstützen u. der Finknetze, am Geländer des Verdecks auf einem Kriegsschiffe; es dient als eine Verzierung u. zugleich im Gefecht für die hier aufgestellten Seesoldaten als Blendung. Eine ähnliche Bekleidung wird auch um den Rand des großen Mastkorbes (Mars) gehängt; 2) die hölzerne Umkleidung der Regelingen, welche namentlich uns Kauffahrteischiffen aus mehren Klappen besteht, die den Pfortenluken ähnlich an den Regelingen in Angeln hängen u. von unten nach oben aufgemacht u. auch nöthigenfalls ganz aus gehoben werden könne.“

Eine moderne Definition geht beim Schanzkleid eines Schiffes von

„einer Verlängerung der Außenhaut oberhalb des Oberdecks zum Schutz der auf dem Oberdeck tätigen Matrosen gegen Seegefahr“

 aus.
Das Schanzkleid ist insofern eine Sonderform der sonst offenen Reling. Es hat nicht nur wie die Reling die Funktion einer Brüstung (Absturzsicherung), sondern es hat am Bug vor allem die Aufgabe, im Seegang überkommendes Wasser abzuweisen. Dies ist bei Schiffen, die bauartbedingt kein geschlossenes Deck aufweisen, für die Sicherheit, z. B. Kenterstabilität, erforderlich, beispielsweise bei Open-Top-Containerschiffen. Bei Seegangs-Modellversuchen in Schiffbau-Versuchsanstalten gehört es standardmäßig mit zum Versuchsprogramm zu messen, wie viel Wasser pro Zeitspanne an Deck gelangt, um zu prüfen, ob das Schanzkleid am Bug hoch genug ist und weit genug nach hinten reicht. Ein Schanzkleid kann mit Speigatten versehen sein, um übergekommenes Wasser abzuleiten.
Eine weitere Aufgabe des Schanzkleides ist die Aufnahme von Spannungen, welche durch die Biegung des Rumpfes entstehen.
Im weiteren Sinne versteht man unter dem Schanzkleid auch eine mit Segeltuch bespannte Reling seetüchtiger Yachten.
Als Schanz wird auch das Achterdeck von Kriegsschiffen bezeichnet. Der Ausdruck leitet sich ab von den Achterkastellen der Karacken. Dies waren massive Deckshäuser, die es Besatzung und Passagieren ermöglichten, im Falle eines Angriffes sich darin zu „verschanzen“.

## Nachweise/Anmerkungen
1. ↑  nach von der Gröben
2. ↑  nach Pierers
3. ↑  nach Lueger